# Український фронт РККА
Український фронт — оперативно-стратегічне об'єднання РСЧА під час радянського вторгнення в Україну, що було створене на підставі донесення начальника Польового штабу РСЧА Костяєва і члена Реввійськради радянської республіки Аралова від 4 січня 1919 року. Формально Український фронт був підпорядкований Миколі Подвойському — народному комісару у військово-морських справах маріонеткової УСРР.
Командувачем став Володимир Антонов-Овсієнко, за начальника штабу — Глаголєв, членами Реввійськради — Юрій Коцюбинський та Юхим Щаденко. Трохи пізніше склад РВР було розширено до п'яти осіб. До нього увійшли Андрій Бубнов (від 25 квітня) та Сергій Савицький (від 17 травня); деякий час тимчасово виконував обов'язки комісар штабу Микола Вишневецький.
За наказом по Українському фронту № 67 від 24 травня 1919 року начальником штабу було призначено Євгена Бабіна, — людину, близьку до Подвойського. На цьому посту він замінив Анатолія Давидова, що тимчасово виконував обов'язки замість Глаголєва.
Внаслідок військово-політичної кризи в Радянській Україні в середині червня 1919 р. Український фронт, а разом з тим — Українська радянська армія, були ліквідовані. Українські військові частини переформовано та включено до єдиної Робітничо-Селянської Червоної Армії. З частин Першої та Третьої українських радянських армій створено 12-ту армію Західного фронту, а війська Другої української радянської армії увійшли до складу 14-ї армії Південного фронту.